# Bruno Matingou Mouanga
Bruno Matingou Mouanga – kongijski piłkarz grający na pozycji bramkarza.

## Kariera reprezentacyjna
W 1992 roku Mouanga został powołany do reprezentacji Konga na Puchar Narodów Afryki 1992. Na tym turnieju nie rozegrał żadnego spotkania.